# 鴨田利太郎
鴨田 利太郎（かもだ としたろう、1930年（昭和5年）1月17日 - 1985年（昭和60年）1月16日）は、日本の政治家、衆議院議員（2期、自由民主党）。

## 来歴
埼玉県熊谷市出身。父は熊谷市長と衆議院議員を務めた鴨田宗一。1950年（昭和25年）3月、拓殖大学政経学部卒業。1952年（昭和27年）3月、早稲田大学教育学部卒業。1979年（昭和54年）2月、熊谷商工信用組合理事長となった。同年、宗一の後継者として第35回衆議院議員総選挙に埼玉県第3区から自民党で立候補し当選した。1980年（昭和55年）、第36回衆議院議員総選挙でも再選した。しかし、1983年（昭和58年）の第37回衆議院議員総選挙には3回目の立候補したものの、加藤卓二と糸山英太郎（無所属）と議席を争ったが落選した。再選を目指したものの婚約不履行で訴えられるなどして政界復帰を断念。1985年1月16日に肝不全のため54歳で死去した。死没日をもって勲三等瑞宝章追贈、正五位に叙される。

## その他
自民党史に残る「四十日抗争」の際は無派閥だったが、浜田幸一らとともに大平正芳に一票を投じた。1982年（昭和57年）に英霊にこたえる会が実施した内閣総理大臣鈴木善幸に靖国神社への公式参拝を求める要望書に松永光らとともに署名した。